# 青山台 (生駒市)
青山台（あおやまだい）は、奈良県生駒市の町名。郵便番号は630-0239。

## 地理
生駒市南部に位置し、北に有里町、南に萩原町と隣接している。

## 歴史
生駒山から連なる輿山丘陵の頂部、有里町と萩原町にまたがる地域において住宅地として開発された。
中世に勢威を誇った土豪・萩原氏が拠点とした場所であり、開発前には萩原城趾の面影が残っていたとされる。
明治5年（1872年）、現在の青山台に当たる場所（当時は萩原村）で、遣唐使に随行した奈良時代の官吏・美努岡萬の墓誌が出土した。明治11年（1878年）に岡萬の碑が建てられたが、当時は花火が打ち上げられるなど騒がしかったという。

### 沿革
- 1975年（昭和50年） - 有里町・萩原町より分離し、成立[8]。

## 世帯数と人口
2019年（令和元年）10月1日現在の世帯数と人口は以下の通りである。
| 町丁   | 世帯数  | 人口  |
| ------ | ------- | ----- |
| 青山台 | 259世帯 | 628人 |

### 人口の変遷
国勢調査による人口の推移。
| 1995年（平成7年）  | 693人 | [ 9 ]  |  |
| 2000年（平成12年） | 685人 | [ 10 ] |  |
| 2005年（平成17年） | 624人 | [ 11 ] |  |
| 2010年（平成22年） | 604人 | [ 12 ] |  |
| 2015年（平成27年） | 621人 | [ 13 ] |  |

### 世帯数の変遷
国勢調査による世帯数の推移。
| 1995年（平成7年）  | 218世帯 | [ 9 ]  |  |
| 2000年（平成12年） | 237世帯 | [ 10 ] |  |
| 2005年（平成17年） | 228世帯 | [ 11 ] |  |
| 2010年（平成22年） | 230世帯 | [ 12 ] |  |
| 2015年（平成27年） | 234世帯 | [ 13 ] |  |

## 事業所
2016年（平成28年）現在の経済センサス調査による事業所数と従業員数は以下の通りである。
| 町丁   | 事業所数 | 従業員数 |
| ------ | -------- | -------- |
| 青山台 | 2事業所  | 2人      |

## 史跡
- 美努岡萬墓（みののおかまろのはか）[15]